# Campeonato de Fútbol Femenino de Primera División A 2025 (Argentina)
El Campeonato de Fútbol Femenino de  Primera División A 2025 es la 35° temporada de la Primera División A del fútbol femenino argentino y la 7° temporada de la era semiprofesional. Es organizado por la Asociación del Fútbol Argentino.
Los nuevos participantes fueron los dos equipos ascendidos de la Primera División B 2024: el campeón Talleres de Córdoba y Vélez Sarsfield, ganador del torneo reducido por el segundo ascenso. Ambos equipos participaron de la categoría por primera vez en su historia.
Comenzó el 31 de enero y finalizará el 11 de diciembre.

## Ascensos y descensos
| Pos.      | Equipos ascendidos de la Primera División B 2024 |
| --------- | ------------------------------------------------ |
| Campeón   | Talleres                                         |
| Gan. red. | Vélez Sarsfield                                  |

| Pos. / Prom. | Equipos descendidos en la temporada 2024 |
| ------------ | ---------------------------------------- |
| 17.º         | Estudiantes (BA)                         |
| 18.º         | Excursionistas                           |

| Renunciantes |
| ------------ |
| UAI Urquiza  |

## Sistema de disputa
Cada fase del campeonato es un torneo independiente, llamados respectivamente Primer Torneo y Segundo Torneo. El Primer torneo se desarrolla con el sistema de todos contra todos en una sola rueda. El Segundo torneo tendrá dos zonas una de nueve y otra de ocho, donde jugarán todos contra todos, con el agregado de la disputa de partidos interzonales, y los cuatro primeros de cada una de las zonas clasificarán a la Fase final por eliminación directa.

### Descenso
Los últimos tres equipos de la tabla general de posiciones descenderán a la segunda división.

### Clasificación a torneos internacionales
Los ganadores de ambos torneos disputarán una final única en terreno neutral por el cupo para la Copa Libertadores Femenina 2026. En caso de que el ganador de ambos torneos sea el mismo equipo, se le otorgará el cupo directamente.

## Equipos participantes
| Equipo             | Ciudad            | Recinto(s)                             |
| ------------------ | ----------------- | -------------------------------------- |
| Banfield           | Banfield          | Campo de deportes Alfredo Palacios     |
| Belgrano           | Córdoba           | Predio Armando Pérez                   |
| Boca Juniors       | Buenos Aires      | Complejo Pedro Pompilio                |
| Ferro Carril Oeste | Buenos Aires      | Predio de Pontevedra                   |
| Gimnasia y Esgrima | La Plata          | Estancia Chica                         |
| Huracán            | Buenos Aires      | La Quemita                             |
| Independiente      | Avellaneda        | Predio de Villa Domínico               |
| Newell's Old Boys  | Rosario           | Centro Jorge B. Griffa                 |
| Platense           | Vicente López     | Predio Alejandro Mariani Dolán         |
| Racing Club        | Avellaneda        | Predio Tita Mattiussi                  |
| River Plate        | Buenos Aires      | River Camp                             |
| Rosario Central    | Rosario           | Ciudad Deportiva de Central            |
| San Lorenzo        | Buenos Aires      | Ciudad Deportiva                       |
| San Luis FC        | La Punta          | Estadio Provincial Juan Gilberto Funes |
| Talleres           | Ciudad de Córdoba | La Boutique                            |
| S.A.T.             | Moreno            | Estadio 12 de Agosto                   |
| Vélez Sarsfield    | Buenos Aires      | José Amalfitani                        |

### Distribución geográfica de los equipos
| Región                 | Cant. | Equipos                                                                  |
| ---------------------- | ----- | ------------------------------------------------------------------------ |
| Conurbano bonaerense   | 6     | Banfield, Independiente, Platense, Racing Club, S.A.T. y Vélez Sarsfield |
| Ciudad de Buenos Aires | 5     | Boca Juniors, Ferro Carril Oeste, Huracán, River Plate y San Lorenzo     |
| Ciudad de Rosario      | 2     | Newell's Old Boys y Rosario Central                                      |
| Provincia de Córdoba   | 2     | Belgrano y Talleres                                                      |
| Gran La Plata          | 1     | Gimnasia y Esgrima                                                       |
| Provincia de San Luis  | 1     | San Luis FC                                                              |

## Torneo Apertura

### Tabla de posiciones final
| Pos. | Equipo                  | Pts. | PJ | PG | PE | PP | GF | GC | Dif. |
| ---- | ----------------------- | ---- | -- | -- | -- | -- | -- | -- | ---- |
| 1.º  | Newell's Old Boys       | 43   | 16 | 14 | 1  | 1  | 34 | 7  | 27   |
| 2.º  | Belgrano                | 31   | 16 | 9  | 4  | 3  | 23 | 11 | 12   |
| 3.º  | Boca Juniors            | 30   | 16 | 9  | 3  | 4  | 21 | 11 | 10   |
| 4.º  | Gimnasia y Esgrima (LP) | 30   | 16 | 9  | 3  | 4  | 14 | 8  | 6    |
| 5.º  | Banfield                | 27   | 16 | 7  | 6  | 3  | 22 | 15 | 7    |
| 6.º  | Ferro Carril Oeste      | 27   | 16 | 8  | 3  | 5  | 23 | 20 | 3    |
| 7.º  | S.A.T.                  | 25   | 16 | 7  | 4  | 5  | 18 | 9  | 9    |
| 8.º  | San Lorenzo             | 25   | 16 | 7  | 4  | 5  | 24 | 16 | 8    |
| 9.º  | River Plate             | 25   | 16 | 7  | 4  | 5  | 22 | 17 | 5    |
| 10.º | Racing Club             | 23   | 16 | 5  | 8  | 3  | 23 | 13 | 10   |
| 11.º | San Luis FC             | 22   | 16 | 7  | 1  | 8  | 13 | 22 | −9   |
| 12.º | Huracán                 | 18   | 16 | 4  | 6  | 6  | 14 | 17 | −3   |
| 13.º | Talleres                | 18   | 16 | 5  | 3  | 8  | 23 | 29 | −6   |
| 14.º | Independiente           | 13   | 16 | 3  | 4  | 9  | 13 | 31 | −18  |
| 15.º | Vélez Sarsfield         | 10   | 16 | 2  | 4  | 10 | 11 | 30 | −19  |
| 16.º | Platense                | 7    | 16 | 2  | 1  | 13 | 9  | 29 | −20  |
| 17.º | Rosario Central         | 4    | 16 | 1  | 1  | 14 | 9  | 31 | −22  |

|  | Campeón. Clasificó a la final por la clasificación a la Copa Libertadores Femenina 2026. |

|  |

|                              |
| Campeón                      |
| Newell's Old Boys 1.º título |

### Goleadoras
| Jugadora            | Equipo            | Goles | Jugada | Cabeza | T. libre | Penal |
| ------------------- | ----------------- | ----- | ------ | ------ | -------- | ----- |
| Juana Fonseca       | San Lorenzo       | 10    | 9      | 1      | 0        | 0     |
| Marleidy Cossio     | Banfield          | 9     | 8      | 1      | 0        | 0     |
| Kimberlyn Campos    | River Plate       | 8     | 6      | 0      | 0        | 2     |
| Kishi Núñez         | Boca Juniors      | 7     | 6      | 0      | 0        | 1     |
| Mariana Larroquette | Newell's Old Boys | 7     | 3      | 1      | 1        | 2     |
| Zoraida Leguizamón  | S.A.T.            | 7     | 5      | 1      | 1        | 0     |
| Brisa de Ángelis    | Vélez Sarsfield   | 7     | 6      | 1      | 0        | 0     |

## Torneo Clausura

### Zona A
| Pos. | Equipo             | Pts. | PJ | PG | PE | PP | GF | GC | Dif. |
| ---- | ------------------ | ---- | -- | -- | -- | -- | -- | -- | ---- |
| 1.º  | S.A.T.             | 3    | 1  | 1  | 0  | 0  | 3  | 0  | 3    |
| 2.º  | Ferro Carril Oeste | 3    | 1  | 1  | 0  | 0  | 2  | 0  | 2    |
| 3.º  | Boca Juniors       | 3    | 1  | 1  | 0  | 0  | 1  | 0  | 1    |
| 4.º  | Belgrano           | 1    | 1  | 0  | 1  | 0  | 0  | 0  | 0    |
| 5.º  | Newell's Old Boys  | 1    | 1  | 0  | 1  | 0  | 0  | 0  | 0    |
| 6.º  | San Luis FC        | 0    | 0  | 0  | 0  | 0  | 0  | 0  | 0    |
| 7.º  | Platense           | 0    | 1  | 0  | 0  | 1  | 0  | 2  | −2   |
| 8.º  | Independiente      | 0    | 1  | 0  | 0  | 1  | 0  | 3  | −3   |
| 9.º  | Huracán            | 0    | 1  | 0  | 0  | 1  | 0  | 1  | −1   |

|  | Clasifican a los cuartos de final. |
|  | Clasifican a los octavos de final. |

### Zona B
| Pos. | Equipo                  | Pts. | PJ | PG | PE | PP | GF | GC | Dif. |
| ---- | ----------------------- | ---- | -- | -- | -- | -- | -- | -- | ---- |
| 1.º  | Talleres                | 3    | 1  | 1  | 0  | 0  | 2  | 1  | 1    |
| 2.º  | River Plate             | 3    | 1  | 1  | 0  | 0  | 1  | 0  | 1    |
| 3.º  | Racing Club             | 1    | 1  | 0  | 1  | 0  | 2  | 2  | 0    |
| 4.º  | San Lorenzo             | 1    | 1  | 0  | 1  | 0  | 2  | 2  | 0    |
| 5.º  | Rosario Central         | 1    | 1  | 0  | 1  | 0  | 1  | 1  | 0    |
| 6.º  | Gimnasia y Esgrima (LP) | 1    | 1  | 0  | 1  | 0  | 1  | 1  | 0    |
| 7.º  | Banfield                | 0    | 1  | 0  | 0  | 1  | 0  | 1  | −1   |
| 8.º  | Vélez Sarsfield         | 0    | 1  | 0  | 0  | 1  | 1  | 2  | −1   |

|  | Clasifican a los cuartos de final. |
|  | Clasifican a los octavos de final. |

## Tabla de descenso por promedio
| Pos. | Equipo                  | Prom. | Torneo Apertura | Torneo Clausura | Total | PJ |
| ---- | ----------------------- | ----- | --------------- | --------------- | ----- | -- |
| 1.º  | Newell's Old Boys       | 2,588 | 43              | 1               | 44    | 17 |
| 2.º  | Boca Juniors            | 1,941 | 30              | 3               | 33    | 17 |
| 3.º  | Belgrano                | 1,823 | 31              | 1               | 32    | 17 |
| 4.º  | Gimnasia y Esgrima (LP) | 1,823 | 30              | 1               | 31    | 17 |
| 5.º  | Ferro Carril Oeste      | 1,764 | 27              | 3               | 30    | 17 |
| 6.º  | River Plate             | 1,647 | 25              | 3               | 28    | 17 |
| 7.º  | Banfield                | 1,588 | 27              | 0               | 27    | 17 |
| 8.º  | San Lorenzo             | 1,529 | 25              | 1               | 26    | 17 |
| 9.º  | S.A.T.                  | 1,470 | 22              | 3               | 25    | 17 |
| 10.º | Racing Club             | 1,411 | 23              | 1               | 24    | 17 |
| 11.º | San Luis FC             | 1,375 | 22              | 0               | 22    | 16 |
| 12.º | Talleres                | 1,235 | 18              | 3               | 21    | 17 |
| 13.º | Huracán                 | 1,058 | 18              | 0               | 18    | 17 |
| 14.º | Independiente           | 0,764 | 13              | 0               | 13    | 17 |
| 15.º | Vélez Sarsfield         | 0,588 | 10              | 0               | 10    | 17 |
| 16.º | Platense                | 0,411 | 7               | 0               | 7     | 17 |
| 17.º | Rosario Central         | 0,294 | 4               | 1               | 5     | 17 |

|  | El equipo que ocupe esta posición al finalizar la disputa descenderá a la Primera B. |

|  |